# J. R. Curtis
James R. Curtis, Jr. (* 18. August 1945 in Longview, Texas; † 2. September 2000 in Durango, Colorado) war ein US-amerikanischer Radiounternehmer und Lokalpolitiker.

## Leben
J. R. Curtis absolvierte die High School in Longview und graduierte 1967 an der Texas Christian University in Fort Worth. Danach besuchte er in Glendale (Arizona) das American Institute of Foreign Trade. Zurück in Texas arbeitete er für KFRO, den Radiosender seines Vaters. 1986 übernahm Curtis den Sender von seinem Vater und war bis 1998 dessen Geschäftsführer und Eigentümer. Daneben erwarb er im Laufe der Jahre weitere Regionalsender. Curtis war zudem im texanischen Rundfunk-Verband (Texas Association of Broadcasters) tätig, 1993 bekleidete er den Posten des Vorsitzenden. Auf nationaler Ebene hatte Curtis von 1996 bis 1999 im National Association of Broadcasters in Washington, D.C. einen leitende Funktion inne.
Mit der Politik seiner Heimatstadt Longview kam Curtis schon als Jugendlicher in Kontakt, als er für seinen Vater von den Sitzungen des Stadtrates berichtete. Von 1975 bis 1984 war er Mitglied des Stadtrates, 1977/78 dürfte er für ein Jahr das Amt des Bürgermeisters ausüben. Damals war er mit 33 Jahren der jüngste Bürgermeister in Texas.
Am 2. September 2000 kam Curtis bei einem Motorradunfall in Colorado ums Leben. Zu seinem Andenken wurde 2002 in Longview der speziell für blinde Menschen gestaltete J.R. Curtis Jr. Memorial Garden errichtet.